# Голдовский, Яков Игоревич
Я́ков И́горевич Голдо́вский (род. 26 февраля 1962, Кривой Рог, Днепропетровская область) — предприниматель, совладелец австрийской компании Petrochemical Holding. Известен своей деятельностью по участию с 1996 г.  в возрождении российской газонефтехимической отрасли на этапе восстановления отраслевых схем вертикальной интеграции  между ключевыми профильными предприятиями с дальнейшей  централизацией их управления через компанию «Сибур», которой он на посту Президента руководил в 1999 - 2002 годах.

## Биография
Родился 26 февраля 1962 года в городе Кривой Рог, Украина.
Отслужив в армии, поступил на механический факультет Ташкентского института ирригации и механизации сельского хозяйства, который не окончил, в связи с переездом в г. Москву.
До службы в армии непродолжительное время работал слесарем в Кривом Роге и Волгограде. В Ташкенте начал заниматься предпринимательской деятельностью, которую продолжил после переезда в Москву,  совмещая  с работой в 1987/89 г. в Люберецком райпотребсоюзе и в Московском автодорожном институте.
С началом в СССР кооперативного движения в 1989 г. организовал кооператив «Автотехник», выпускавший пластмассовые изделия.
В 1992 г. вместе с семьей переехал на постоянное место жительства в Австрию, учредив в Вене ряд коммерческих фирм, через которые продолжал заниматься предпринимательской деятельностью, в основном в республиках бывшего СССР.
В 1990—1993 годах — соучредитель и генеральный директор одного из первых в СССР СП - советско-панамского совместного предприятия «Колумб», занимавшегося заготовкой и переработкой древесины и кожевенного сырья, импортными поставками и оптовой торговлей сигаретами и другими товарами массового спроса. Построенный им  в 1992 г. завод «ТЕСТА» в г.Гродно (Беларусь) являлся крупнейшим в Европе производителем сертифицированных по евростандартам деревянных поддонов.  С 1994 г.  переориентирован свой бизнес в сферу нефтепереработки в сотрудничестве с известными российскими компаниями Росконтракт, Роснефть, ЛУКойл и др. Его австрийская компания «Rosetto», являясь агентом Республики Казахстан по межправительственному соглашению с РФ,  в 1994/97 г. ежегодно перерабатывала на НПЗ Казахстана по 5-6 млн.т нефти c поставками нефтепродуктов сельхозпроизводителям республики со встречными поставками зерна для импорта в страны Европы и Азии.
В 1997 году окончил Одесскую государственную академию пищевых технологий по специальности «учёт и аудит», в 2001 г – РСГУ по специальности «экономика и право», в 2004 г. - венский университет IMADEC (executive MBA).

### Сибур
В 1995 году была учреждена «Сибирско-Уральская нефтегазохимическая компания» (Сибур), в которую вошли газоперерабатывающие заводы Западной Сибири и Пермский ГПЗ. Одновременно в Австрии создал компанию Petrochemical Holding, деятельность которой в России осуществлялась через ООО «Газонефтехимическая компания». При поддержке менеджмента «Газпрома» через трейдерство и процессинговые схемы Голдовскому удалось установить контроль сначала над «Сибуром» (в 1999 году он стал его генеральным директором), а затем, используя негибкие технологические связи, и над примерно двадцатью другими нефтехимическими предприятиями России. В результате к началу 2000-х годов «Сибур» стал крупнейшей нефтехимической компанией страны. На приобретение вошедших в состав холдинга предприятий потратил около $500 млн.
Финансовую помощь холдингу оказывал «Газпром», осуществлявший кредитование «Сибура» и являвшийся его основным акционером. В 2001 году руководство «Сибура» предприняло попытку провести дополнительную эмиссию акций, целью которой являлось размытие пакета «Газпрома» и переход юридического контроля над активами компании к «Газонефтехимической компании» Голдовского. 
В конце 2001 года лишился поддержки «Газпрома», где к этому времени сменился менеджмент, был вынужден продать два из восьми газоперерабатывающих заводов, а в начале 2002 года был арестован в приёмной председателя правления «Газпрома» Алексея Миллера по обвинению в злоупотреблении полномочиями. Основанием для возбуждения уголовного дела стало заявление руководства «Газпрома» о действиях группы лиц, выразившихся в уводе активов компании на общую сумму 2,6 млрд рублей путём незаконной реализации активов дочерних структур «Газпрома». Сложил с себя полномочия генерального директора «Сибура» и передал «Газпрому» контроль над компанией. После этого был освобождён и покинул Россию.

### После «Сибура»
После освобождения переехал в Вену, где живет с семьёй, но продолжает заниматься нефтехимическим бизнесом в России. В 2003—2005 годах подконтрольные ему структуры приобрели ряд предприятий по выпуску ПЭТ-преформ в Литве, на Украине и в России (в 2006 году вышел из бизнеса). В 2004 году получил контроль над дзержинским «Корундом», в 2006 году — над румынским НПЗ RAFO Oneşti, в 2007 году — украинской девелоперской компанией FUD.
В 2019 году приобрел нефтедобывающую компанию First Oil у GEM Capital.